# József Kóczián
József Kóczián [ˈjoːʒɛf ˈkoːtsiaːn] (* 4. August 1926 in Budapest; † 10. Dezember 2009) war ein ungarischer Tischtennisspieler. Er war dreifacher Weltmeister.

## Erfolge in Ungarn
Kóczián war Abwehrspieler. Er wurde viermal ungarischer Meister im Einzel, nämlich 1949, 1950, 1952 und 1955. Zudem holte er den Titel fünfmal im Doppel (1949, 1951–1953, 1955) sowie 1953 und 1954 im Mixed. Von 1947 bis 1955 wurde er achtmal für Weltmeisterschaften nominiert. 1953 wurde er zusammen mit Ferenc Sidó Weltmeister im Doppel. Mit der ungarischen Mannschaft gewann er 1949 und 1952 den Titel. Silber holte er 1952 im Einzel, 1951 im Doppel mit Ferenc Sidó sowie 1950, 1951 und 1953 mit dem Team.
In der ITTF-Weltrangliste belegte er 1951/52 Platz fünf.

## Emigration nach Deutschland und Schweden
Ende 1956 emigrierte Kóczián nach Deutschland. Über das Flüchtlingslager Friedland gelangte er nach Aschaffenburg, wo er sich dem Verein TuS Damm anschloss. Mit Hilfe dieser Verstärkung gelang der Herrenmannschaft dieses Vereins der Aufstieg in die Landesliga. In der Folge gewann er mehrere Turniere, zudem wurde er mehrmals in der Bayernauswahl eingesetzt.
1957 wechselte Kóczián zum Oberligaverein Post SV Augsburg. Im Dezember 1957 trat er in Schweden bei den Internationalen Schwedischen Meisterschaften an. Danach kehrte er nicht mehr nach Deutschland zurück.
Bei der Weltmeisterschaft 1959 trat er unter der Flagge Schwedens in den Individualwettbewerben an.

## Privat
József Kócziáns Schwester Éva Kóczián war ebenfalls eine Tischtennisspielerin von Weltklasseformat.

## Turnierergebnisse
| Verband | Veranstaltung     | Jahr | Ort       | Land | Einzel        | Doppel        | Mixed         | Team |
| ------- | ----------------- | ---- | --------- | ---- | ------------- | ------------- | ------------- | ---- |
| SWE     | Weltmeisterschaft | 1959 | Dortmund  | FRG  | letzte 256    | letzte 128    | keine Teiln.  |      |
| HUN     | Weltmeisterschaft | 1955 | Utrecht   | NED  | letzte 16     | Halbfinale    | Viertelfinale | 3    |
| HUN     | Weltmeisterschaft | 1953 | Bukarest  | ROU  | Halbfinale    | Gold          | Halbfinale    | 2    |
| HUN     | Weltmeisterschaft | 1952 | Bombay    | IND  | Silber        | Viertelfinale | Halbfinale    | 1    |
| HUN     | Weltmeisterschaft | 1951 | Wien      | AUT  | Viertelfinale | Silber        | Halbfinale    | 2    |
| HUN     | Weltmeisterschaft | 1950 | Budapest  | HUN  | Scratched     | keine Teiln.  | keine Teiln.  | 2    |
| HUN     | Weltmeisterschaft | 1949 | Stockholm | SWE  | letzte 32     | letzte 64     | Scratched     | 1    |
| HUN     | Weltmeisterschaft | 1948 | Wembley   | ENG  | letzte 128    | letzte 16     | Scratched     | 9    |
| HUN     | Weltmeisterschaft | 1947 | Paris     | FRA  | letzte 64     | letzte 32     | letzte 64     | 5    |